# Marc Beaumont
Marc Beaumont (* 14. September 1961 in Cambrai) ist ein französischer Geistlicher und römisch-katholischer Bischof von Moulins.

## Leben
Marc Beaumont studierte zunächst am Institut Universitaire de Technologie in Béthune, an dem er 1982 ein Diplom im Fach Elektrotechnik erwarb. Anschließend absolvierte er ein Studium der Philosophie und der Katholischen Theologie am Priesterseminar in Lille. Beaumont empfing am 13. Mai 1990 in der Kirche des Klosters Notre-Dame de Vaucelles in Les Rues-des-Vignes durch den Erzbischof von Cambrai, Jacques Louis Léon Delaporte, das Sakrament der Priesterweihe.
Von 1990 bis 1992 war Marc Beaumont als Pfarrer in solidum des südlichen Teils des Dekanats Cambrai Rural tätig, bevor er Seelsorger und 1994 schließlich Pfarrer in solidum der Pfarreien der Seelsorgeregion Avesnes-sur-Helpe wurde. 1999 wurde Beaumont Pfarrer in solidum der Region Caudry und Delegat für die Jugendpastoral im Dekanat Cateau-Cambrésis Est. Anschließend war er Pfarrer der Pfarreien Sainte Maxellende in Cambrésis (2003–2006) und Saint Martin in Ostrevant (2006–2015). Seit 2015 war Marc Beaumont Moderator der Pfarreien Sainte Maria Goretti in Aubry-du-Hainaut, Saint François und Saint Jacques in Val d’Escaut sowie Dechant des Dekanats Marches du Hainaut. Daneben wirkte er von 2012 bis 2019 als Bischofsvikar für die Kommunikation und seit 2019 als Sekretär des Priesterrats des Erzbistums Cambrai.
Am 29. März 2021 ernannte ihn Papst Franziskus zum Bischof von Moulins. Der Erzbischof von Clermont, François Kalist, spendete ihm am 16. Mai desselben Jahres in der Kathedrale von Moulins die Bischofsweihe; Mitkonsekratoren waren der Bischof von Nantes, Laurent Percerou, und der Erzbischof von Cambrai, Vincent Dollmann.